# Onthophagus bundara
Onthophagus bundara là một loài bọ cánh cứng trong họ Bọ hung (Scarabaeidae).